# Antoni Tyzenhauz

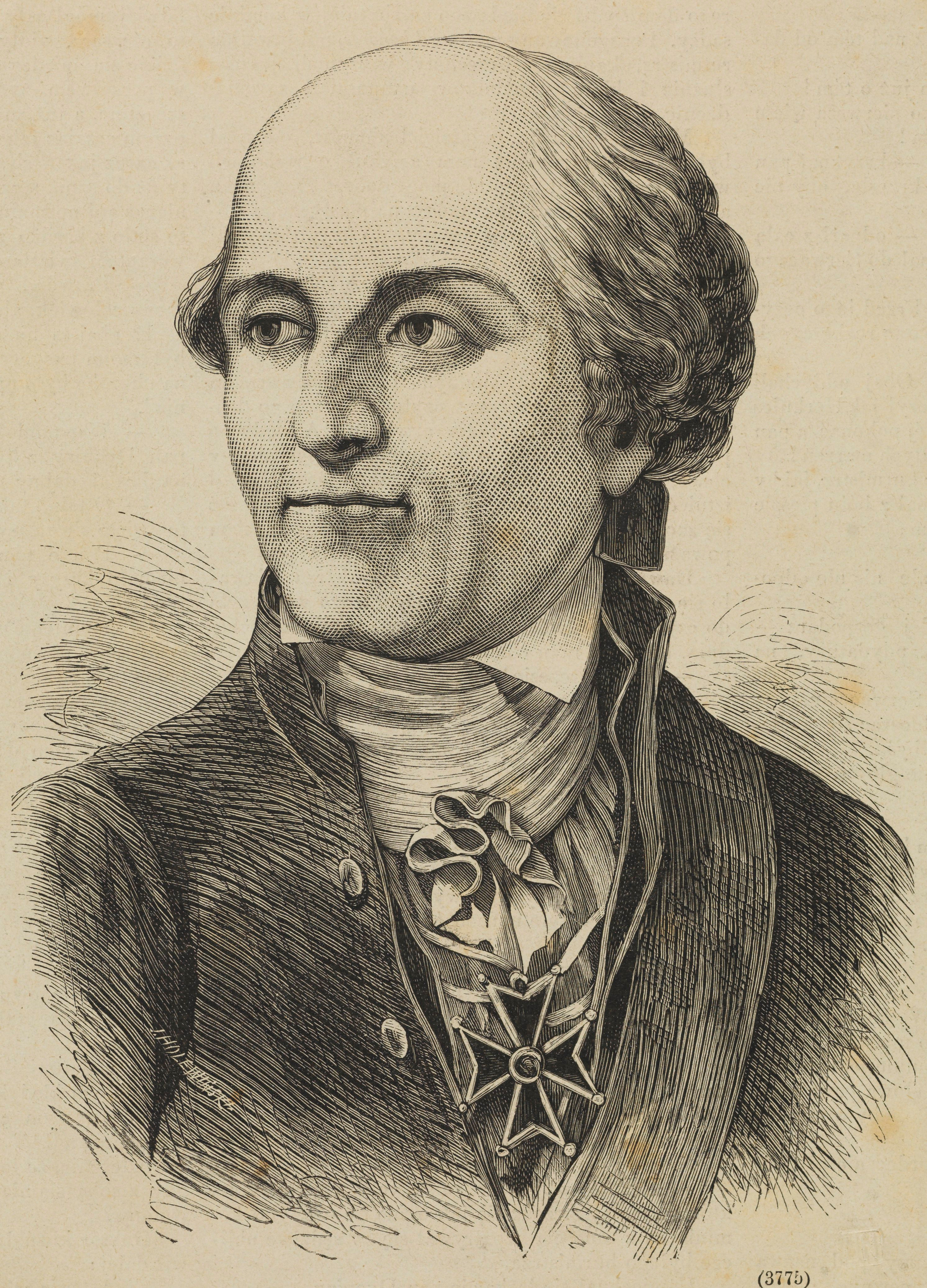
Antoni Tyzenhauz

Antoni Tyzenhauz (* 1733 in Nawajelnja bei Dsjatlawa; † 31. März 1785 in Warschau) war der Schatzmeister des Großherzogtums Litauen und Verwalter der königlichen Güter, ein Pionier der Industrialisierung und der Agrarreformen im 18. Jahrhundert.

## Familie
Antoni Tyzenhauz ist Sohn von Benedictus Tyzenhaus und Anna Apolonia Tyzenhaus. Unter seinen fünf Schwestern und zwei Brüdern waren Alexandra Anna Moriconi, Baronin Ludwika Tyzenhaus, Baron Casimir Tyzenhaus, Marijona Tyzenhaus und Michael Tyzenhaus.

## Leben
Antoni Tyzenhauz wurde in der Nähe von Nawahrudak in die Familie von Tiesenhausen, eine wohlhabende und einflussreiche Adelsfamilie mit deutschen Wurzeln geboren. Er besuchte das Jesuitengymnasium Vilnius. Als junger Mann diente er den mächtigen Czartoryski. An ihrem Hof in Wołczyn befreundete er sich mit dem zukünftigen König von Polen-Litauen Stanislaus II. August Poniatowski. Er war seit 1764 ein litauischer Stallmeister. Später ernannte der litauische Hofschatzmeister Prinz Michał Józef Massalski Tyzenhauz zum stellvertretenden Senior der Stadt. Er wurde 1761 in den Sejm in Warschau gewählt. Er war ab 1763 Großer Schreiber Litauens und Berater des Großherzogs von Litauen und seines Kanzlers.
Nach der Wahl von Stanislaus II. August Poniatowski zum König von Polen-Litauen 1764 wurde er zum litauischen Equerry ernannt und mit dem Sankt-Stanislaus-Orden ausgezeichnet. Nach dem Tod von Massalski im Jahr 1765 ernannte König Poniatowski Antoni Tyzenhauz zum Hofschatzmeister (Finanzminister) des Großherzogtums Litauen, zum Starost von Grodno und zum Verwalter königlicher Güter. 1766 wurde er in den Sejm von Polen-Litauen gewählt.
Antoni Tyzenhauz war für alle Angelegenheiten im Zusammenhang mit dem Landbesitz des Königs verantwortlich und hatte beträchtliche Freiheit in ihrer Verwaltung. Diese Freiheit wurde weiter gestärkt, als er 1777 Pächter der Güter wurde. Er begann energisch, aber etwas hastig zahlreiche Bemühungen in Landwirtschaft, Industrie und Kultur, die hauptsächlich in der Nähe von Grodno (dem modernen Gebiet von Belarus) lagen. In Šiauliai (Litauen) versuchte er, königliche Vorwerke zu schaffen, indem er Leibeigenen Land abnahm, zwei Tage Frondienst forderte, die Mietzahlung  erhöhte und zusätzliche Abgaben (wie Straßenbau) hinzufügte. Solche Reformen verdreifachten Tyzenhauz' Einkommen, verursachten aber 1769 einen Bauernaufstand. Der Aufstand wurde schnell niedergeschlagen. Die Reformen wurden nur geringfügig geändert. Mit dem zusätzlichen Einkommen baute Tyzenhauz Šiauliai im Stil des Klassizismus wieder auf. Ein ähnlicher Wiederaufbau war in Joniškis (Litauen) geplant.
Von 1775 bis 1783 veröffentlichte Antoni Tyzenhauz die Wochenzeitschrift Gazeta Grodzieńska. Sein Einfluss auf den König und Versuche, den niederen Adel zu manipulieren, führten zu politischer Opposition unter anderen Adligen. Nach einigen Ausfällen seiner Fabriken erhoben Adlige 1780 Anklage, Tyzenhauz habe mit Staatsgeldern seine privaten Angelegenheiten finanziert. Der Fall gegen Tyzenhauz wurde von Otto Magnus von Stackelberg, russischer Botschafter in Warschau, arrangiert. Tyzenhauz wurde des Betrugs beschuldigt und 1780 vom König aus öffentlichen Ämtern entfernt. Seine Privilegien wurden widerrufen und sein Eigentum beschlagnahmt. In Ungnade gefallen, starb Antoni Tyzenhauz 1785 in Warschau. Er wurde in der Familiengruft des karmelitischen Kreuzgangs in der kleinen Stadt Schaludok (heute in der Hrodsenskaja Woblasz in Weißrussland) beigesetzt. Seine sterblichen Überreste befinden sich heute in der Krypta der Kathedrale der Himmelfahrt in Zhaludok.

## Licht und Schatten
Antoni Tyzenhauz war einer der großen Finanziers seiner Zeit. Er führte verschiedene Agrarreformen durch und leistete Pionierarbeit in der Industrialisierung, um die Produktivität und Wirtschaftskraft von Polen-Litauen zu steigern. In Grodno wollte er einen Stadtteil namens Horodnica zu gründen, das Zentrum wirtschaftlicher und kultureller Reformen. In 15 Jahren baute Tyzenhauz dort 50 Gebäude. Er errichtete über 20 Fabriken und produzierte Textilien, Papier, Schmuck, Werkzeuge, Möbel, Kutschen, 16 auf dem Gebiet des heutigen Grodno. Er baute neue Straßen und Brücken, räumte das Flussbett von Grodno nach Wilejka und baute den Königskanal, der den Transport von Waren zu den Häfen des Kaspischen Meeres und des Schwarzen Meeres ermöglichte. Er eröffnete Schulen für Hebammen, Ärzte, Tierärzte, Buchhalter, Ingenieure und sogar Balletttänzer und errichtete einen Botanischen Garten, ein Theater, ein Ballett, ein Orchester und einen Verlag. In den Jahren 1765–1780 gab es eine Kapelle von 30 Musikern und 7 Chorknaben. Ein von Tyzenhauz eingerichtetes Theater hatte eine Gesangsgruppe und ein Corps de Ballet. Bei all diesen Unternehmungen nahm Tyzenhauz auf niemanden Rücksicht. Er verletzte die Rechte an persönlichem Eigentum und beschränkte die bürgerlichen Freiheiten. Er zwang die Gerichte, ungerechte Strafen zu seinen Gunsten zu verhängen, zwang die Menschen zur Sklavenarbeit und nahm Kinder weg. Er galt als Teufel. Befreundet war er mit dem Architekten Giuseppe de Sacco (1739–1789) und Jean-Emmanuel Gilibert.
Wie kein anderer hat sich Stanisław Kościałkowski (1881–1960) mit Antoni Tyzenhauz befasst.